# Empire (gruppo musicale tedesco)
Gli Empire sono un supergruppo heavy metal/hard rock tedesco formato nel 2001.

## Formazione

### Formazione attuale
- Doogie White - voce
- Rolf Munkes - chitarra
- Neil Murray - basso
- Mike Terrana - batteria
- Don Airey - tastiere

### Ex componenti
- Tony Martin - voce
- Lance King - voce
- Andre Hilgers - batteria
- Gerald Kloos - batteria

#### Ospiti
- Mark Boals - voce
- Anders Johansson - batteria

## Discografia

### Album in studio
- 2001 - Hypnotica
- 2003 - Trading Souls
- 2006 - The Raven Ride
- 2007 - Chasing Shadows